# Oniticellobia longigastra
Oniticellobia longigastra är en stekelart som beskrevs av Sureshan och T.C. Narendran 1994. Oniticellobia longigastra ingår i släktet Oniticellobia och familjen puppglanssteklar. Inga underarter finns listade i Catalogue of Life.